# Anacalypsis
Anacalypsis est un traité en deux volumes du mythographe Godfrey Higgins publié en 1833, après sa mort. L'édition originale compte 200 exemplaires ; une seconde édition de 350 exemplaires a été faite en 1927. En 1965, University Books, Inc. a tiré 500 exemplaires pour les États-Unis et 500 pour le Commonwealth, avec une note de l'éditeur et une postface.

## Thèse
Higgins identifie des points communs entre les mythes des différentes religions et en déduit l’existence d’une civilisation originelle. Puisqu’on n’en retrouve pas de trace archéologique claire, ce serait selon lui celle de l’Atlantide disparue sous les flots. 
La religion et la connaissance originelles, qu’il imagine conforme à son idéal, auraient été corrompues par les Églises chrétiennes.